# Мигел Корсега
Мигел Корсега (на испански: Miguel Córcega) е мексикански актьор и режисьор.

## Биография
Мигел Корсега е роден на 24 октомври 1929 г. в град Мексико. Актьорската си кариера започва през 1949 г. в игралния филм La dama del velo, където си партнира с Либертад Ламарке, Ернесто Алонсо и Армандо Калво. Телевизионният му дебюот е през 1960 г. в теленовелата Клаудия. През 1970 г. е режисьорският дебют на Карсега, оттогава до 2008 г. е режисирал над 20 мексикански теленовели, сред които са Любов в мълчание, Когато дойде любовта, Не вярвам на мъжете, Алондра, Право на любов, Прегърни ме много силно, Дестилирана любов и други. От 1988 г. до 2000 г. режисира теленовелите, продуцирани от Карла Естрада.
Жени се за актрисата Барбара Хил, с която има три деца – Барбара, Мигел и Моника, а по-късно се развеждат. През 1984 г. Мигел се запознава с актрисата Луиса Уертас, влюбват се и въпреки че никога не сключват брак, те са заедно до деня, в който той умира. Мигел Корсега оставя недовършено участието си като актьор и режисьор в теленовелата Внимавай с ангела, продуцирана от Натали Лартио. На 30 септември 2008 г. Мигел Корсега е погребан в криптата на семейството си. Тогава е изпратен от семейството си, близки и приятели, сред които актьорите Хесус Очоа, Ракел Панковски, Саморита и Силвия Марискал. Предишният ден личности като Карла Естрада, Ирма Дорантес, Хорхе Салинас, Аурора Клавел, Никандро Диас Гонсалес, Луис Химено и Рафаел Инклан се сбогуват с Мигел Корсега.

## Филмография

### Актьор

#### Теленовели
- Внимавай с ангела (2008) .... Отец Анселмо Видал
- Перегрина (2005) .... Фелипе
- Невинната ти (2004) .... Маурисио Риверол
- Любов и омраза (2002) .... Мануел Роблес
- Прегърни ме много силно (2000 – 2001) .... Отец Игнасио
- Коледна песен (1999 – 2000) .... Професор Регуло
- Узурпаторката (1998) .... Браулио
- Бедната богата девойка (1995 – 1996) .... Хуан Карлос Виягран Франко
- Алондра (1995) ....
- Отвъд моста (1993 – 1994) .... Ернан
- С лице към Слънцето (1992) .... Ернан
- Окови от огорчение (1991) .... Отец Хосе Мария
- Флор и Канела (1989) .... Кавалерът
- Щастливи години (1984) .... Елиас
- Самотно сърце (1983) .... Алфонсо
- Съдия Х. Х. (1979) .... Иларио
- Вивиана (1978) .... Херардо Апарисио
- Булчински марш (1977) .... Д-р Марио Лопес
- Пролетна разпродажба (1975) .... Луис Гусман
- Да обичаш ближния си (1973)
- Любовта има женско лице (1971) .... Алберто
- Приключение (1970)
- Конституцията (1970) .... Рикардо Флорес Магон
- Съдебно решение (1970)
- Какво не беше (1969) .... Гонсало
- Росарио (1969) .... Лоренсо
- Славна съдба (1968)
- Измъчвана (1967)
- Четвъртата заповед (1967)
- Празна кошара (1967)
- Херцогинята (1966)
- Трябва да има старейшини (1964)
- Наследството (1962)
- Детето дойде от небето (1962)
- Горчив смях (1961)
- Любовта в миналото (1960)

#### Театър
- La cigüeña dijo sí
- La casa de los corazones rotos
- Tiempo de ladrones
- La guerra de las gordas
- Las vírgenes prudentes (1969)
- La Celestina (1968)
- La tempestad (1964)
- Muchacha de campo (1962)
- A media luz los tres (1961)
- Secretarias para todo
- Orgía privada
- Las cosas simples (1953)
- Las manos sucias (1950)
- El sueño de una noche de verano (1948)
- Amores en la montaña (1946)

#### Кино
- Dama de noche (1993)
- El profe (1971)
- Dos pintores pintorescos (1967)
- Nuestros odiosos maridos (1962)
- El fusilamiento (1962)
- Y Dios la llamó Tierra (1961)
- El dolor de pagar la renta (1960)
- El zarco (1959)
- Donde las dan las toman (1957)
- Cada hijo una cruz (1957)
- El medallón del crimen (1956)
- Pura vida (1956)
- La fuerza del deseo (1955)
- El vendedor de muñecas (1955)
- Padre nuestro (1953)
- Carne de presidio (1952)
- Te sigo esperando (1952)
- Sentenciado a muerte (1951)
- Las dos huerfanitas (1950)
- La dama del velo (1949)

### Режисьор

#### Теленовели
- Първа част на Огън в кръвта (2008)
- Дестилирана любов (2007)
- Втора част на Битка на страсти (2006)
- Перегрина (2005 – 2006)
- Девствената съпруга (2005)
- Невинната ти (2004)
- Тъмна орис (2003 – 2004)
- Втора част на Да живеят децата (2002 – 2003)
- Любов и омраза (2002)
- Втора част на Без грях (2001)
- Първа и последна част на Прегърни ме много силно (2000 – 2001)
- Моята съдба си ти (2000)
- Втора част на Непокорна душа (1999)
- Право на любов (1998 – 1999)
- Първа част на Красавицата (1998)
- Мария Исабел (1997)
- Все още те обичам (1996 – 1997)
- Любовни връзки (1995 – 1996)
- Алондра (1995)
- Отвъд моста (1993 – 1994)
- Бедни роднини (1993)
- Първа част на Между живота и смъртта (1993)
- С лице към Слънцето (1992)
- Не вярвам на мъжете (1991)
- Ничия любов (1990 – 1991)
- Когато дойде любовта (1989 – 1990)
- Моята втора майка (1989)
- Любов в мълчание (1988)
- Колко боли да мълчиш (1987)
- Марионетки (1986)
- Чакане (1985 – 1986)
- Самотно сърце (1983)
- Учителката Мендес (1971)
- Цената на един мъж (1970)

## Награди и номинации

### Награди TVyNovelas
| Година | Категория          | Теленовела              | Резултат  |
| ------ | ------------------ | ----------------------- | --------- |
| 2008   | Най-добър режисьор | Дестилирана любов       | Печели    |
| 2004   | Най-добър режисьор | Тъмна орис              | Номиниран |
| 2001   | Най-добър режисьор | Прегърни ме много силно | Печели    |
| 1999   | Най-добър режисьор | Право на любов          | Печели    |
| 1998   | Най-добър режисьор | Все още те обичам       | Печели    |
| 1996   | Най-добър режисьор | Любовни връзки          | Печели    |
| 1991   | Най-добър режисьор | Когато дойде любовта    | Печели    |
| 1987   | Най-добър режисьор | Марионетки              | Номиниран |
| 1986   | Най-добър режисьор | Чакане                  | Номиниран |

### Награди ACE (Ню Йорк)
| Година | Категория          | Теленовела        | Резултат |
| ------ | ------------------ | ----------------- | -------- |
| 2008   | Най-добър режисьор | Дестилирана любов | Печели   |
| 1998   | Най-добър режисьор | Все още те обичам | Печели   |
| 1996   | Най-добър режисьор | Алондра           | Печели   |